# Israelische Badmintonmeisterschaft 2018
Die Israelische Badmintonmeisterschaft 2018 fand vom 25. bis zum 26. Mai 2018 in Azor statt.

## Medaillengewinner
| Disziplin    | Gold                           | Silber                            | Bronze                       |
| ------------ | ------------------------------ | --------------------------------- | ---------------------------- |
| Herreneinzel | Misha Zilberman                | Daniel Chislov                    | Maxim Grinblat               |
| Herreneinzel | Misha Zilberman                | Daniel Chislov                    | Ariel Shainski               |
| Dameneinzel  | Ksenia Polikarpova             | Margaret Lurie                    | Yuval Pugach                 |
| Dameneinzel  | Ksenia Polikarpova             | Margaret Lurie                    | Sheri Rotshtein              |
| Herrendoppel | Alexander Bass Lior Kroitor    | Yonathan Levit Ariel Shainski     | Ilia Shnaidman Matan Zyskind |
| Herrendoppel | Alexander Bass Lior Kroitor    | Yonathan Levit Ariel Shainski     | Ilia Konyak Gadi Moses       |
| Damendoppel  | Dana Danilenko Margaret Lurie  | Alina Pugach Yuval Pugach         | Noa Buller Sheri Rotshtein   |
| Damendoppel  | Dana Danilenko Margaret Lurie  | Alina Pugach Yuval Pugach         | Heli Neiman Linoy Tamaev     |
| Mixed        | Dana Danilenko Misha Zilberman | May Bar Netzer Ksenia Polikarpova | Maxim Grinblat Yuval Pugach  |
| Mixed        | Dana Danilenko Misha Zilberman | May Bar Netzer Ksenia Polikarpova | Yana Molodezki Nir Yusim     |